# メーアーイ郡
座標: 北緯20度1分53秒 東経99度17分13秒 / 北緯20.03139度 東経99.28694度
メーアーイ郡（メーアーイぐん）はタイ北部・チエンマイ県にある郡（アムプー）である。

## 名称
メー・アーイとは現地を流れるアーイ川のことである。アーイとは恥ずかしがると言う意味である。昔、チャオメー・マリカーと呼ばれる女性国主が女性だけが住むと言われたこの近辺にあったとされるウィエンマリカー国を治めていた。ある日、シャン族のウィエンプーカム国の王子が、商人に化けてこのチャオメー・マリカーに結婚を申し込もうとしたが、身辺を女性だけで守り固めていたチャオメー・マリカーはこの申し出に恥じ入って逃げ、ある川で清めを行った。結局この結婚はならなかったが、それ以来、チャオメー・マリカーが恥じて清めを行った川がアーイ川（恥ずかしの川）と呼ばれるようになった。これが、この郡の地名に採用された。

## 歴史
メーアーイにはチャオメー・マリカーと呼ばれる女国主によるウィエンマリカー国の伝説がある。伝説では、
ファーンの国主ウドムシンと朝昼晩で肌の色が美しく変わると言われたサームピウ妃（サームピウとは「三つの色」）の娘として、チャオメー・マリカーは生まれたと言われる。サームピウ妃はチャオメー・マリカーが生まれる前、王様の寵愛している妾と喧嘩し、理性を失い、センダンの仏像に祈りを捧げた後、ろうそくの火を消し忘れ、ろうそくが倒れてセンダンの仏像を燃やしてしまった。このため、チャオメー・マリカーが生まれてきたときには口にキズがあったと言われる。
チャオメー・マリカーが成人するとファーン国主のウドムシンはファーンの北にマリカーのために町を建てたこれはウィエンマリカー（マリカーの町）と呼ばれ、現在のメーアーイ郡に比定される。マリカーは女だけで身辺を固め、女だけの町を築いたという。マリカー亡き後はこの街は放棄され廃墟となった。以上は伝説に過ぎないが、メーアーイ郡には古い時代の堀と城壁の跡が残っており、チャオメー・マリカーの治めた町として認識されている。また、チャオメー・マリカーは地元の女傑として郡内に像が作られて立っている。
郡としてのメーアーイは1967年8月15日に始まる。このとき、タムボン・メーアーイ、タムボン・メーサーオ、タムボン・メーナーワンがファーン郡から独立して分郡（キンアムプー）となった。1973年6月23日に郡（アムプー）へ降格した。

## 地理

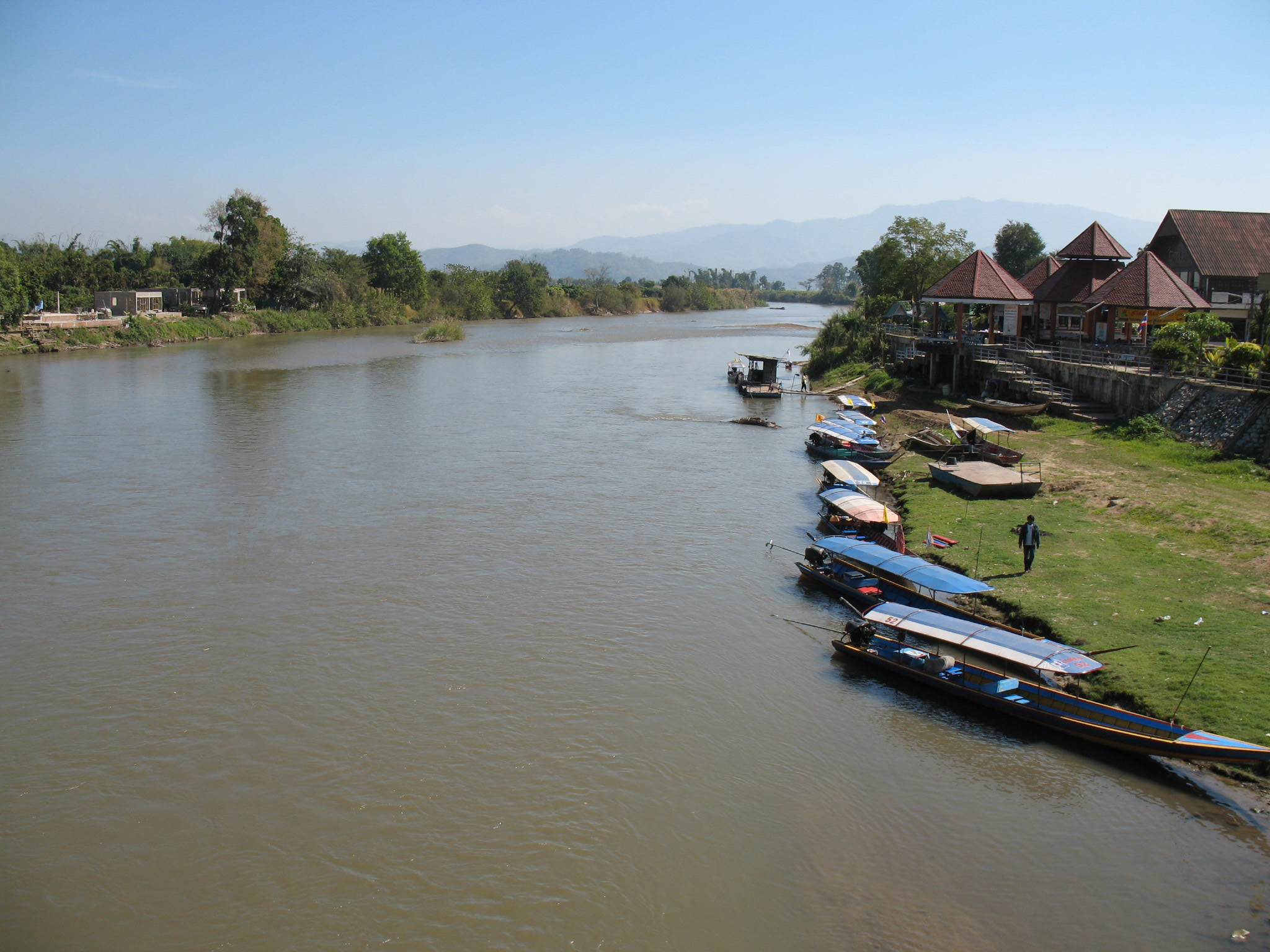
コック川

市街地はファーン川の形成した盆地にある。郡の東部でファーン川とコック川が合流する。これらの川が郡内の重要な河川となっている。一方で郡の北西や南東は山岳地帯となっている。
交通は国道1089号線が南西から東に向かって突き抜けており、南西にファーン方面、東にメーチャン方面と通じる。

## 経済
郡の主な産業は農業である。主な農産物は、ソムサーイナムプン（柑橘類）、コメ、レイシ、ニンニク、アカワケギ、トウモロコシ、タカノツメなどである。

## 行政区分
郡は7のタムボンに分かれ、さらにその下位に110の村（ムーバーン）がある。自治体（テーサバーン）があり以下のようになっている。
- テーサバーンタムボン・メーアーイ・・・タムボン・メーアーイ、タムボン・マリカーの一部

また郡内には6つのタムボン行政体（オンカーンボーリハーンスワンタムボン）がある。
1. タムボン・メーアーイ・・・ตำบลแม่อาย
2. タムボン・メーサーオ・・・ตำบลแม่สาว
3. タムボン・サントンムー・・・ตำบลสันต้นหมื้อ
4. タムボン・メーナーワーン・・・ตำบลแม่นาวาง
5. タムボン・タートーン・・・ตำบลท่าตอน
6. タムボン・バーンルワン・・・ตำบลบ้านหลวง
7. タムボン・マリカー・・・ตำบลมะลิกา